# Parafia św. Antoniego Padewskiego w Łagowie
Parafia Świętego Antoniego Padewskiego w Łagowie – parafia rzymskokatolicka, znajdująca się w diecezji legnickiej, w dekanacie Zgorzelec.